# حزب الخضر (النرويج)
حزب الخُضر (بالنرويجية: Miljøpartiet De Grønne وتعني حرفيا «حزب البيئة الخُضر») هو حزب سياسي في النرويج. حصل في الانتخابات البرلمانية لعام 2013 على مقعد واحد في البرلمان النرويجي بناءً على نسبة 2.8% من الأصوات، واحتفظ بنفس المقعد بعد انتخابات 2017 رغم ارتفاع النسبة إلى 3.2 في المائة. ولديه أيضا تمثيل في المجالس البلدية ومجالس المقاطعات، حيث حصل على 4.2% في الانتخابات المحلية لعام 2015. يتبنى حزب الخضر السياسة الخضراء (البيئية)، وقد صنّفه الأكاديميون والناخبون في فئة وسط اليسار. ينأى الحزب بنفسه عن الانتماء إلى الكتلتين السياسيتين اليمينيتين واليساريتين اللتين يشير إليهما معا بمصطلح «الكتلة الأحفورية».
حزب الخضر هو عضو في حزب الخضر الأوروبي والخضر العالميون. ويحافظ على علاقات وثيقة مع أحزاب الخضر الأخرى، بما في ذلك حزب الخضر الألماني وحزب الخضر السويدي.
ليس للحزب زعيم بالمعنى التقليدي، بل تقوده لجنة تنفيذية وطنية تتألف من سبعة أشخاص. ومن بين أعضاء المجلس تتولى أونه إينا باستهولم دور المتحدث الرسمي للحزب.

## الإيديولجيا
يركّز حزب الخضر بشكل أساسي على حماية البيئة والاستدامة البيئية، ويسعى إلى فرض ضريبة على الاستهلاك المُهدَر، وإعادة تنظيم صناعة الأغذية. كما تعهد الخضر بدعم الإصلاح الزراعي لزيادة إنتاج محاصيل الزراعة العضوية وتعزيز القطاع الزراعي الصديق للبيئة.
كما يسعى الخضر إلى خفض استخراج النفط النرويجي من أجل التصدي لتغير المناخ، ويقترح وقف الاستخراج نهائيا بحلول عام 2033.